# Trem (sommet)
Pour les articles homonymes, voir Trem.
Le mont Trem (en serbe cyrillique : Трем) est une montagne du sud-est de la Serbie. Culminant à une altitude de 1 810 m, il est le sommet le plus élevé de la Suva planina.